# Brunettia ultima
Brunettia ultima är en tvåvingeart som beskrevs av Duckhouse 1991. Brunettia ultima ingår i släktet Brunettia och familjen fjärilsmyggor.
Artens utbredningsområde är Northern Territory, Australien. Inga underarter finns listade i Catalogue of Life.